# NGC 1333
NGC 1333 bezeichnet im New General Catalogue einen Reflexionsnebel im Sternbild Perseus. Er besitzt eine scheinbare Helligkeit von 5,60 mag, eine Winkelausdehnung von circa 6′ × 3′ und liegt etwa 1000 Lichtjahre von uns entfernt.
Es handelt sich um ein riesiges Sternentstehungsgebiet mit jungen, weniger als eine Million Jahre alten Sternen, deren Entwicklung im Jahr 2005 auch mit dem Spitzer-Weltraumteleskops der NASA untersucht wurde. Unter anderem befindet sich die IRAS-4-Region mit mehreren Protosternen in diesem Nebel. Es folgten Studien mit dem Hubble-Weltraumteleskop und im Jahr 2024 mit dem James-Webb-Weltraumteleskop.
Eduard Schönfeld entdeckte den Nebel am 31. Dezember 1855.

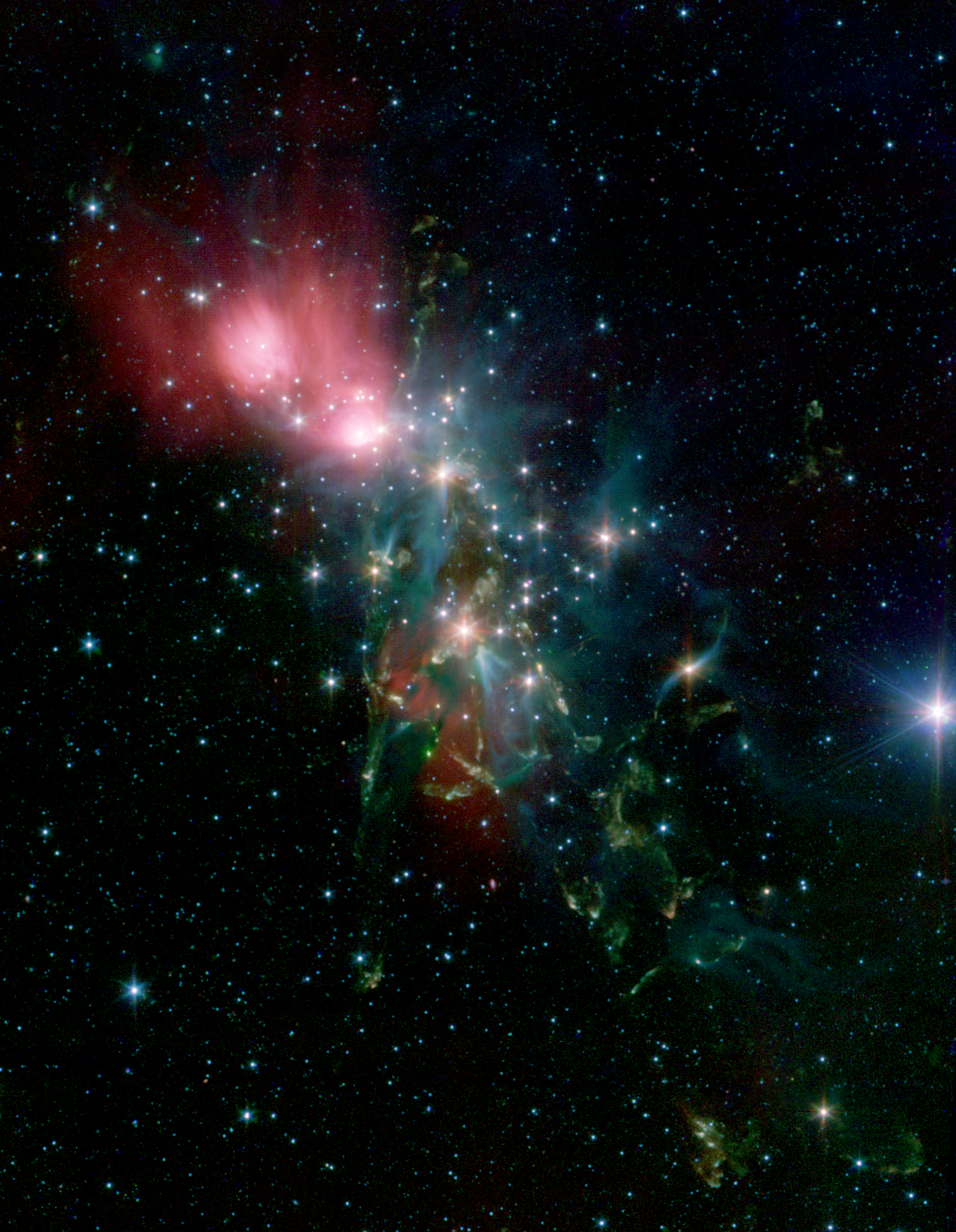
Infrarot-Aufnahme mit dem Spitzer-Weltraumteleskop
Hochaufgelöste Aufnahme mit dem Hubble-Weltraumteleskop
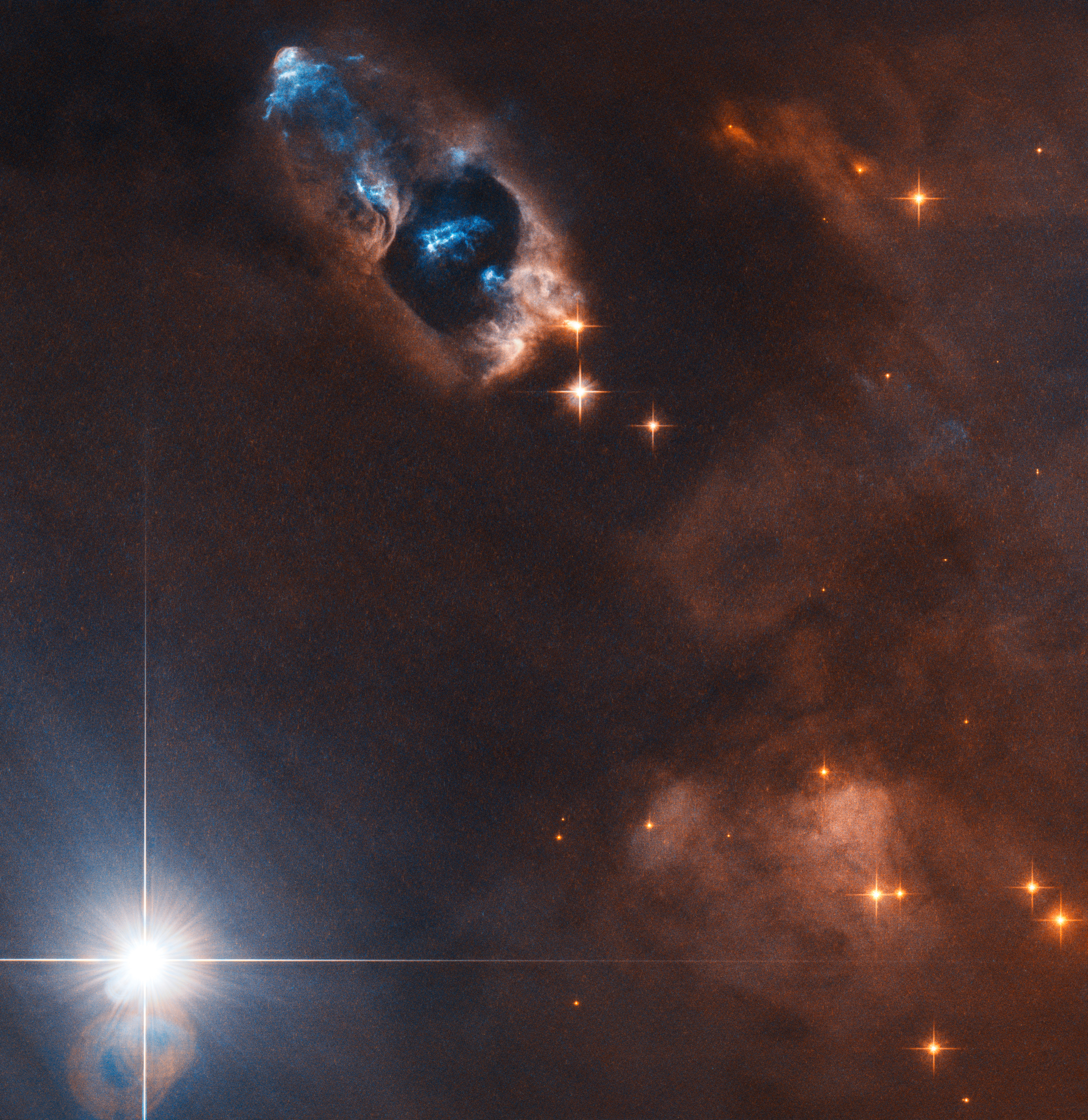
Fünf Herbig-Haro-Objekte in NGC 1333, HH7–HH11 aufgenommen mithilfe des Hubble-Weltraumteleskops
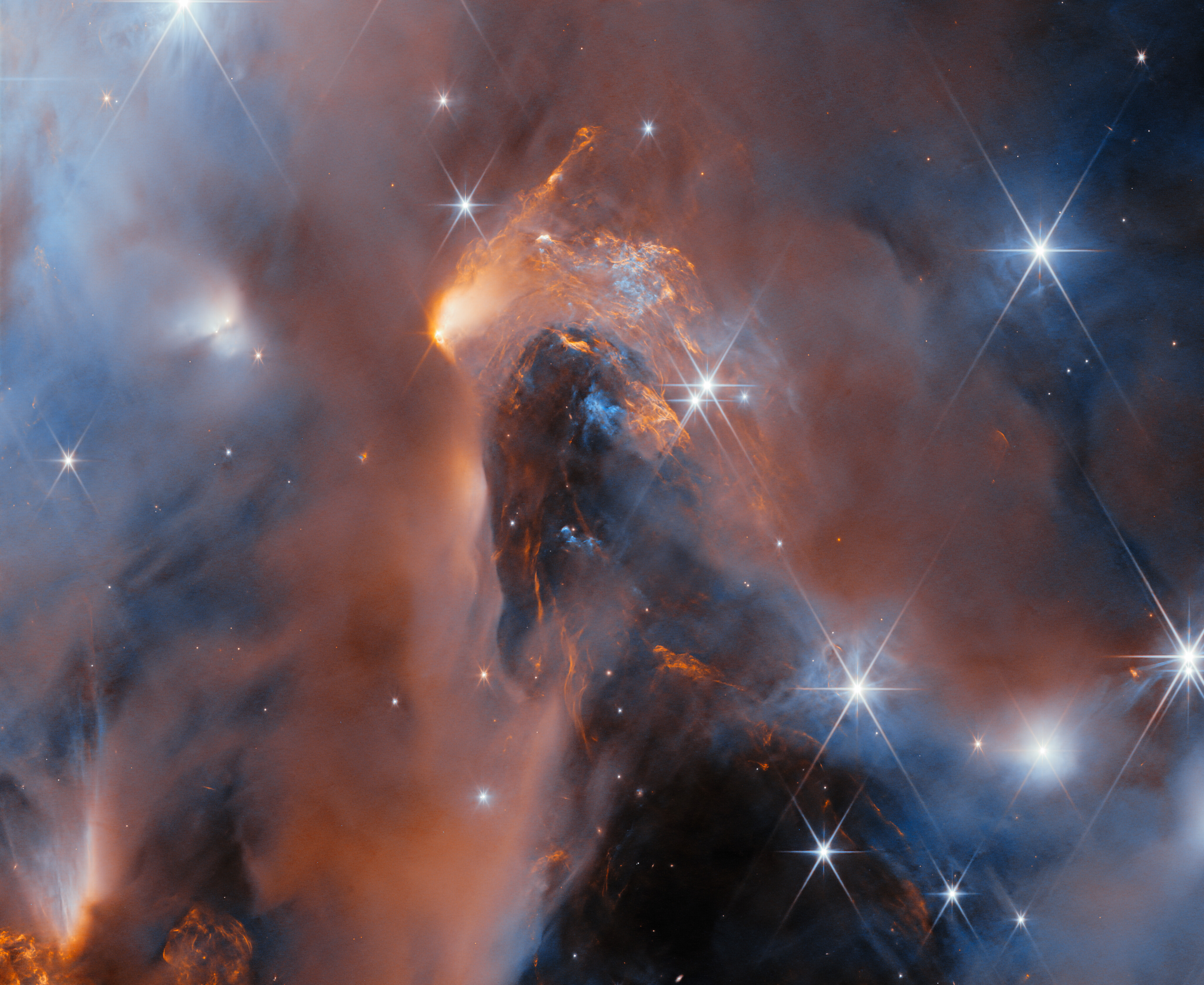
Infrarotaufnahme mithilfe des James Webb-Weltraumteleskops
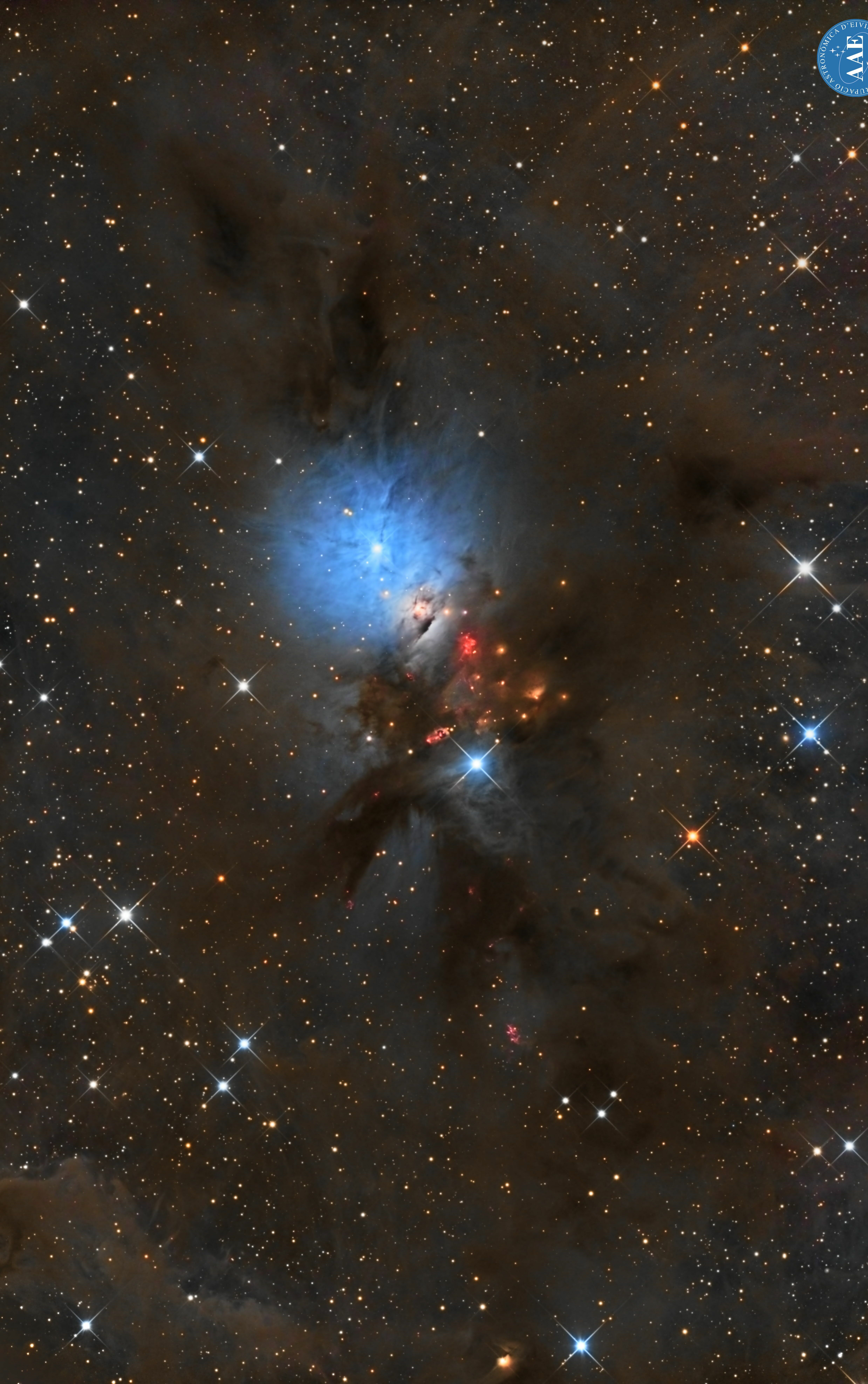
Amateurastronomische Panoramaaufnahme des Nebels.